# Georg Andrén (1890–1969)
Georg Andrén, född 10 december 1890 i Örgryte församling, Göteborgs och Bohus län, död 1 september 1969 i Lerums församling, Älvsborgs län, var en svensk statsvetare och politiker (högerpartist). Han var 1944–45 ecklesiastikminister i samlingsregeringen Hansson III.

## Biografi
Andrén studerade statsvetenskap och blev 1913 filosofie kandidat vid Göteborgs högskola, flyttade till Uppsala universitet där han blev filosofie licentiat 1918. År 1920 disputerade han på avhandlingen Federalismen i den tyska riksorganisationen 1871-1914 och utnämndes till docent samma år. Han var under året 1922–1923 tjänsteförrättande skytteansk professor efter Rudolf Kjellén. År 1929 utnämndes han till professor i statsvetenskap och statistik vid Göteborgs högskola, en profesur som han upprätthöll till 1952. Han var ordförande i Statsvetenskapliga föreningen i Uppsala 1931–1952.
Andrén representerade högern i riksdagen 1925–1927 (i andra kammaren) och 1938–1951 (i första kammaren). Han kom att efterträda Gösta Bagge som statsråd och chef för ecklesiastikdepartementet i samlingsregeringen 1944–1945. Han var från 1950 fram till 1951 högerns gruppledare i Första kammaren. Andrén utsågs 1952 till landshövding i Uppsala län, där han stannade till 1957. Georg Andrén anlitades flitigt för flera utredningsuppdrag, bland annat 1941 års försvarsberedning och 1945 års universitetsutredning.
Georg Andrén är begravd på Lerums gamla kyrkogård.

### Familj
Georg Andrén var son till Anders Andrén (1862–1934) och Alida Kristina Käll (1863–1949). Han gifte sig 1923 med Gerda Adelaide Lillienau (1890–1978). De var föräldrar till ekonomen Sven Andrén (1924–2016) samt till ingenjören och ekonomen Bengt Andrén (1926–2021). Georg Andréns sonson och namne är Georg Andrén (född 1960), landshövding i Värmlands län.